# Martin Earley
Martin Earley (Dublin, 15 juni 1962) is een voormalig Iers wielrenner. 

## Carrière
Hij begon in 1985 bij de ploeg Fagor, waar hij tot 1987 reed. Daarna reed hij een jaar in Franse dienst om vervolgens over te stappen naar de Nederlandse PDM-equipe. Bij deze ploeg reed nog een Ier: Seán Kelly. Toen eind 1992 de PDM-ploeg opgeheven werd verkaste hij mee met Jan Gisbers naar Festina-Lotus. Hier reed hij slechts één jaar. Daarna reed hij nog een jaar voor het kleine Engelse Raleigh en nog twee jaar met een persoonlijke sponsor rond in de profwielrennerij. Hij heeft geen lange erelijst, maar op zijn palmares prijken wel een etappezege in de Tour de France en een etappezege in de Giro d'Italia.
Earley eindigde in 1996 als 25ste in de olympische mountainbikerace, die in Atlanta voor het eerst op het olympisch programma stond.

## Belangrijkste overwinningen
1986
- 14e etappe Ronde van Italië
- 2e etappe Ronde van het Baskenland

1987
- 3e etappe Ronde van het Baskenland

1989
- 8e etappe Ronde van Frankrijk
- 2e en 6e etappe Ronde van de Vaucluse

1991
- 1e etappe Ronde van Galicië

1994
- Iers kampioen op de weg, Elite

## Resultaten in voornaamste wedstrijden
| Jaar | Ronde van Italië | Ronde van Frankrijk | Ronde van Spanje |
| ---- | ---------------- | ------------------- | ---------------- |
| 1985 |                  | 60e                 |                  |
| 1986 | 47e (1)          | 46e                 |                  |
| 1987 |                  | 65e                 | 22e              |
| 1988 |                  | opgave              | 19e              |
| 1989 |                  | 44e (1)             |                  |
| 1990 |                  | opgave              |                  |
| 1991 |                  | opgave              |                  |
| 1992 |                  | 80e                 |                  |
| 1993 |                  |                     | opgave           |

| Jaar | Milaan-San Remo | Amstel Gold Race | Luik-Bast.‑Luik | Ronde van Lombardije | Parijs-Tours | Bretagne Classic | Rund um den Henninger-Turm |  | WK op de weg |  | Wereldranglijsten |
| ---- | --------------- | ---------------- | --------------- | -------------------- | ------------ | ---------------- | -------------------------- |  | ------------ |  | ----------------- |
| 1985 |                 |                  | 65e             |                      |              |                  |                            |  |              |  |                   |
| 1986 | 59e             |                  |                 |                      |              |                  |                            |  |              |  |                   |
| 1987 |                 |                  |                 |                      | 101e         |                  |                            |  |              |  |                   |
| 1988 | 79e             |                  | 10e             |                      |              | 10e              |                            |  |              |  | 83e (UWB)         |
| 1989 |                 | 56e              | 44e             | 9e                   | 57e          |                  |                            |  | 7e           |  | 54e (UWB)         |
| 1990 |                 | 30e              | 9e              | 36e                  | 111e         |                  |                            |  |              |  |                   |
| 1991 |                 | 33e              | 78e             | 12e                  | 89e          |                  | Brons                      |  | 28e          |  |                   |
| 1992 |                 |                  |                 | 53e                  |              |                  |                            |  |              |  |                   |
| 1993 |                 |                  | 29e             |                      |              |                  |                            |  |              |  |                   |

Wielerploegen van Martin Earley
Alcalá ·
Bishop · 
Daams (tot 30/06) ·
Dhaenens ·
Draaijer ·
Earley ·
Hoondert ·
Kelly ·
Kersten ·
Knetemann ·
A. Pedersen ·
D. E. Pedersen ·
Müller ·
Rooks ·
Stamsnijder · 
Theunisse ·
van den Akker ·
van Orsouw ·
Verhoeven ·
Vos
Alcalá ·
Ampler · 
Breukink ·
De Wolf ·
den Bakker ·
Dhaenens  ·
Draaijer (tot 27/02) ·
Earley ·
Hoondert ·
Jakobs ·
Kelly ·
Kersten ·
Nelissen ·
Pedersen ·
Raab ·
Stamsnijder (tot 28/02) · 
van Aert ·
van den Akker ·
van Orsouw ·

Verhoeven ·
Vos ·
Zadrobilek
Alcalá ·
Boden · 
Breukink ·
Cordes ·
den Bakker ·
Dürst ·
Earley ·
Hendriks ·
Jakobs ·
Kelly ·
Maier ·
Nelissen ·
Raab ·
Talen · 
van Aert ·
van den Akker ·
van Poppel ·
Verhoeven ·
Vos
Alcalá ·
Boden · 
Breukink ·
Cordes ·
den Bakker ·
Dürst ·
Earley ·
Hendriks (tot 31/03) ·
Hundertmarck ·
Jakobs ·
Koerts ·
Kummer ·
Maier ·
Nelissen ·
Raab ·
Talen · 
van Aert ·
van den Akker ·
Van Petegem ·
van Poppel ·

Verhoeven ·
Vos
van Aert (tot 31/08) ·
Boden ·
Dojwa ·
Earley ·
Finco ·
Gajnetdinov ·
Gianetti ·
González · 
Jakobs ·
Kelly ·
Koerts ·
Lino ·
Maier ·
Manoejlov ·
Marie ·
Martínez · 
E. Pérez ·
L. Pérez ·
X. Pérez ·
Piñero ·
van Poppel ·
Rooks (tot 31/08) ·

Teyssier · 
Torres · 
Valbuena ·
Van Lancker (tot 31/08) ·
Vermote ·
Virenque ·
Wegmüller ·
Goubert (stagiair) ·
Masdupuy (stagiair)